# Élection présidentielle française de 1969
L'élection présidentielle française de 1969, visant à élire le président de la République française, est la deuxième élection présidentielle française organisée suivant le suffrage universel direct (celle de 1848 avait été tenue au suffrage direct masculin), et la troisième élection présidentielle tenue sous la Cinquième République (le suffrage de 1958 était indirect).
Il s’agit d’un scrutin anticipé faisant suite à la démission du président de Gaulle après la victoire du « non » au référendum sur la réforme du Sénat et la régionalisation. Se déroulant les 1er et 15 juin 1969, elle intervient à peine un an après les événements de Mai 68, qui ont fragilisé le régime gaulliste. Elle est marquée par la dispersion de la gauche, qui ne parvient pas à se réorganiser après la dissolution de la Fédération de la gauche démocrate et socialiste et qui propose cinq candidats sur les sept candidatures validées par le Conseil constitutionnel. L'extrême droite et la droite nationaliste sont absentes du scrutin, la candidature de Pierre Sidos ayant notamment été rejetée.
Malgré le bon score du candidat du Parti communiste français, Jacques Duclos (21,3 %), aucun candidat de gauche ne se qualifie pour le second tour, qui voit s'opposer l’ancien Premier ministre gaulliste Georges Pompidou (44,5 %) et le président du Sénat et président de la République par intérim, le démocrate-chrétien et centriste Alain Poher (23,3 %). Celui-ci est finalement battu par Georges Pompidou, qui obtient 58,2 % des suffrages exprimés, dans un contexte de hausse de l’abstention, favorisée par la consigne de vote de Jacques Duclos de ne pas choisir entre « blanc bonnet ou bonnet blanc ».

## Contexte

Résultats par département (en France métropolitaine) du référendum sur la réforme du Sénat et la régionalisation.

Après la victoire du « non » au référendum sur la réforme du Sénat et la régionalisation, le général de Gaulle démissionne comme il l'avait signifié à plusieurs reprises lors de la campagne référendaire. À minuit passé de onze minutes le 28 avril 1969, un communiqué est publié depuis Colombey-les-Deux-Églises : 
«  Je cesse d'exercer mes fonctions de président de la République. Cette décision prend effet aujourd'hui à midi,,.  »
 À 10 h, Maurice Couve de Murville transmit à Alain Poher et au président du Conseil constitutionnel Gaston Palewski la lettre de démission du général de Gaulle,. Conformément à l'article 7 de la Constitution, le président du Sénat Alain Poher devait exercer l'intérim de la présidence, s'installant au palais de l'Élysée à 15 h, tandis que le premier ministre Maurice Couve de Murville restait en fonction, expédiant les affaires courantes avec son gouvernement,,.
La Cinquième République n'était désormais plus dirigée par son inspirateur, les électeurs devant désigner son successeur comme il l'avait envisagé en 1962. La question principale pour les électeurs était de définir si le résultat final du scrutin signifierait un changement de régime ou un changement d'homme.

## Modalités
Conformément à l'article 6 de la Constitution, le président de la République est élu pour un mandat de sept ans. Si aucun candidat ne recueille la majorité absolue des suffrages exprimés au premier tour de scrutin, un second tour a lieu quatorze jours plus tard : seuls peuvent alors se présenter les deux candidats arrivés en tête au premier tour après retrait éventuel de candidats mieux placés. Étant donné que le général de Gaulle a démissionné, et conformément à l'article 7 de la Constitution, le scrutin doit se tenir entre vingt et trente-cinq jours après le début de la vacance présidentielle.
Chaque candidat doit satisfaire plusieurs conditions :
- être de nationalité française et ne pas être privé de ses droits civiques concernant l'éligibilité ;
- avoir au minimum 23 ans ;
- être inscrit sur une liste électorale ;
- recueillir 100 « parrainages » de parlementaires ou d'élus locaux : ces parrainages doivent provenir d'au moins dix départements ou collectivités d'outre-mer différents et pas plus d'un dixième des élus signataires ne doit provenir du même département ou de la même collectivité d'outre-mer.

La Constitution prévoit que :
- en cas d'empêchement ou décès dans la dernière semaine de dépôt des candidatures d'une personne qui a annoncé son intention d'être candidate, le Conseil constitutionnel peut reporter l'élection ;
- en cas d'empêchement ou décès d'un candidat avant le premier tour, l'élection est reportée ;
- en cas d'empêchement ou décès d'un candidat qualifié pour le second tour, il est procédé de nouveau à l'ensemble des opérations électorales.

Le Conseil constitutionnel est, selon l'article 58 de la Constitution, garant de la régularité de l'élection, de l'examen des réclamations et de la proclamation des résultats.
Les dates du scrutin sont fixées en Conseil des ministres et publiées au Journal officiel. Le premier tour est fixé au 1er juin 1969 et le second au 15 du même mois. La fin du dépôt de candidatures est fixé au 13 mai.

## Candidats

### Candidatures rejetées
- Jean-Marc Bourquin[15],[16]
- Guy Héraud[17],[18]
- Michel-Georges Micberth[19]
- Pierre Sidos (L'Œuvre française)[20]

## Campagne
Alain Poher prit plusieurs décisions pour assurer la bonne tenue de la campagne, comme de rappeler le devoir d’impartialité de la presse et de l'ORTF, ou bien en renvoyant certains « hommes de l'ombre » du général de Gaulle, notamment Jacques Foccart, dans les services secrets et les polices parallèles,. Contrairement à ce qu'auraient laissé penser les événements de Mai 68, la campagne électorale se déroula dans le calme, voire dans un plus grand calme qu'en 1965,,.

Commentant le départ du général de Gaulle, dont il était l'un des journalistes les plus critiques, Jean-Jacques Servan-Schreiber écrivit dans L'Express  : 
«  La France est peut-être en train d'évacuer, ou de réduire à des dimensions inoffensives, les deux démons qui l'ont habitée depuis la Libération. Le gaullisme, ou le mythe de la grandeur ; le communisme, ou l'utopie du grand soir - qui sont, bien qu'apparemment opposés, de même nature : hors du temps, hors de la réalité, hors de la vie. [...] Cette nouvelle France qui va entrer dans son époque aura ses ci-devant, comme toujours. Et ce sont ceux-là, enfants de Maurras ou de Proudhon, qui détestent ce qui est en train d'arriver. Mais les autres, qui ne peuvent pas se nourrir de théories et qui aiment bien le progrès, sentent qu'ils vont enfin, peut-être, respirer.  »
 De son côté, Georges Suffert analysait les contours d'une éventuelle candidature d'Alain Poher : 
«  Trente-cinq pour cent des Français se déclarent déjà prêts à voter pour le président de la République intérimaire, contre 42 pour M. Georges Pompidou [...] En réalité, M. Poher a désappris de s'étonner. En vingt-cinq jours, un homme de 60 ans, arrivant à la fin d'une honorable carrière politique sans être le moins du monde connu des Français, a sauté, à travers le petit écran, d'un Sénat que l'on croyait condamné à l'Élysée qu'il peut briguer [...] ce sexagénaire replet qui ressemble à tout le monde va, en quinze jours, provoquer une véritable mobilisation des esprits. Parce qu'il va faire exactement les gestes que l'opinion publique attend de lui. Ni trop ni trop peu. S'il se déclare candidat, dès le lendemain de la chute de l'homme historique, s'il s'installe dans le bureau du général de Gaulle, il sera un usurpateur. Il n'est donc pas aussitôt candidat ; il brandit son chapeau d'intérimaire et ne pénètre pas dans le bureau du général de Gaulle, mais s'assied, sagement, à côté. À peine suggère-t-il l'idée que puisqu'il est déjà là, l'électeur pourrait l'y laisser. [...] Dans le creux du week-end, M. Poher, finalement seul, devait décider s'il ouvrirait ou non la grande bataille surprenante de l'après-gaullisme. Non pas la bataille de la gauche contre la droite. Mais celle du centre contre le centre.  »
 Dès le début de la campagne électorale, plusieurs éléments apparaissent, notamment que 51 % des Français interrogés (contre 31 %) souhaitent un changement fondamental dans la pratique du pouvoir,. En revanche, ils sont 51 % (contre 29 %) à souhaiter le maintien de la politique étrangère gaullienne,. Ils sont également 51 % à souhaiter un maintien des institutions. Pour la politique économique et sociale, 64 % des sondés attendaient un changement, tout comme la politique de l'enseignement supérieur (45 % contre 20 %),. De plus, 57 % des Français interrogés (contre 32 %) attendent du président de la République qu'il soit un arbitre. De ce point de vue, Alain Poher semblait mieux placé que Georges Pompidou pour rompre avec la pratique du pouvoir du général de Gaulle et incarner le « président arbitre ». En effet, 51 % des Français jugent le président du Sénat comme étant le plus à même d'y parvenir,. Bénéficiant de son expérience comme Premier ministre, Georges Pompidou est constamment en tête des enquêtes d'intentions de vote (hormis le premier sondage pour le second tour).

### Divisions de la gauche
Contrairement à 1965, la gauche était très divisée pour le scrutin présidentiel,. En novembre 1968, la Fédération de la gauche démocrate et socialiste fut dissoute après le raz-de-marée gaulliste lors des élections législatives de juin,. À la suite des événements de Mai 68, tous les partis de gauche, hormis le Parti communiste français qui fut très réservé vis-à-vis du mouvement étudiant, ont du mal à se remettre de la débâcle électorale. Le PCF fut même qualifié de « parti bourgeois qui tourne le dos à la révolution ». De plus, la répression du printemps de Prague par les forces du Pacte de Varsovie et l'Armée rouge contribuent à refroidir le rapprochement amorcé entre la gauche non communiste et le Parti communiste français entamé en 1963. De plus, le candidat unique de la gauche en 1965, François Mitterrand s'était auto-disqualifié à la suite de sa conférence de presse surréaliste du 28 mai 1968 où il constata maladroitement la « vacance du pouvoir », proposant sa candidature à une élection anticipée,,,. Il ne fut même pas impliqué dans la campagne référendaire, bien qu'il tiendra personnellement 27 réunions publiques durant cette période,. Lors des législatives de juin 1968, la FDGS a perdu plus de la moitié de ses députés. En novembre, il dut retourner siéger chez les non-inscrits à l'Assemblée nationale.
Malgré l'attitude du Parti communiste français face aux événements du printemps de Prague, le parti était encore plus isolé qu'auparavant, et ce alors que Maurice Thorez était mort depuis près de cinq ans,,,. Waldeck Rochet avait même tenté de jouer les intermédiaires entre Alexander Dubček et Léonid Brejnev. De plus, le parti avait acté en mai 1966 une mutation majeure de son programme économique, le rendant en phase avec les Trente Glorieuses. Après l'été 1968, les positions du parti semblèrent à nouveau se rapprocher de Moscou. Pourtant, trois positions s'affrontèrent au sein du parti, ce qui conduisit à la démission de Jeannette Vermeersch du bureau politique du Parti, incarnation de la tendance stalinienne dure du parti. Lors des assises de la Convention des institutions républicaines le 6 octobre 1968 à Levallois-Perret, François Mitterrand défendit un rapprochement entre les formations de gauche par la base et non par les appareils. Au même moment, il choisit de se mettre en retrait, tout en souhaitant une candidature unique. Le 23 octobre, la SFIO et le PCF rompent leurs relations. Comme François Mitterrand, Waldeck Rochet envisageait une candidature unique, principalement pour éviter une déroute électorale de son parti qui éprouvait toujours des réserves vis-à-vis de l'élection présidentielle au suffrage universel direct. D'ailleurs, un sondage réalisé en février 1968 avait révélé que seulement 52 % des électeurs communistes souhaitaient voir à la tête du pays un président issu du Parti. Alain Savary pour l'Union des groupes et clubs socialistes y était également favorable, tout comme le CERES, le courant marxiste de la SFIO. Les divers clubs et la SFIO tentèrent de mettre sur pied un « Nouveau Parti socialiste », mais les discussions restaient très fragiles. Au sein même de la SFIO, les divisions étaient grandes sur le scrutin présidentiel. De plus, Guy Mollet était opposé à toute fusion avec les clubs si elle ne se faisait pas au profit du parti,.

Pourtant, un comité directeur du parti le 29 avril désigna inopinément Gaston Defferre, l'un des principaux défenseurs du présidentialisme au sein du parti, contre l'avis de Guy Mollet. En effet, le secrétaire général du parti était opposé au régime tel que voulu par le général de Gaulle. Cette annonce suscita une réaction en chaîne de la part des différentes formations et clubs de gauche. La Convention des institutions républicaines de François Mitterrand, pourtant proche de Gaston Defferre, et l'Union des groupes et clubs socialistes de Jean Poperen réunis en congrès à Saint-Gratien refusèrent la candidature du maire de Marseille. Après l'échec des négociations avec la SFIO (Guy Mollet rejetant l'offre de Waldeck Rochet dès le 30 avril), le Parti communiste français désigna Jacques Duclos le 5 mai. Figure du parti depuis les années 1930, dont la carrure rassurante et son air bonhomme en faisaient le candidat le mieux placé chez les communistes pour affronter le scrutin présidentiel. Le chaos suscité par le congrès d'Alfortville fit que certaines fédérations de la SFIO appelèrent à faire campagne pour Alain Poher dès le premier tour,,. Guy Mollet avait bien tenté d'imposer Christian Pineau comme candidat, mais sans conviction,. De son côté, le PSU désigna son secrétaire national Michel Rocard comme candidat. Le PSU avait mené campagne pour le « non » au référendum sur la réforme du Sénat et la régionalisation, mais à l'écart des autres formations de gauche. Deux autres candidatures, Alain Krivine pour la Ligue communiste malgré son service militaire à Verdun, et l'entrepreneur Louis Ducatel, viennent se rajouter à cette liste. De son côté, le Parti radical fut incapable de s'entendre sur la stratégie à suivre, Maurice Faure et Félix Gaillard s'opposant sur la démarche à adopter. Plus tard, François Mitterrand écrivit à propos de ces évènements : 
«  Jamais la gauche n'avait été aussi près de s'entendre sur une politique et sur un homme qu'en ce matin du lundi 28 avril, lendemain du référendum. Mais un petit groupe d'hommes de brigue et d'intrigue prit la responsabilité de briser les espérances populaires. Une vague d'anticommunisme avait envahi la SFIO et le parti radical... La crainte de ma candidature accéléra le mouvement. À peine le général de Gaulle avait quitté ses fonctions, que deux émissaires de la SFIO informaient le PC qu'un veto serait opposé, quoi qu'il advînt, à ma personne. On savait que ce veto se déclencherait un enchaînement d'interdictions et de contradictions et ruinerait les chances ultimes de l'union de la gauche. Raison de plus puisque c'était l'objectif recherché.  »
À plusieurs reprises, la Convention des institutions républicaines demanda une réunion commune des différents partis et clubs de gauche pour mettre au point une candidature unique, mais François Mitterrand se heurta au refus systématique de Guy Mollet.

### Échec d'une candidature Pinay
Valéry Giscard d'Estaing, qui s'envisageait comme un potentiel successeur du général de Gaulle, jugea rapidement que ses chances de l'emporter étaient trop faibles. Le 28 avril, il lança un appel pour une « candidature d'expérience » d'un homme n'étant proche ni de la majorité ni de l'opposition. L'ancien président du Conseil Antoine Pinay semblait être le candidat idéal, capable d'attirer les voix d'une partie de la gauche non communiste. Guy Mollet envisagea également cette option,. Le jour même, Michel d'Ornano fut envoyé à Saint-Chamond pour sonder l'ancien président du Conseil. Néanmoins, comme en 1965, il refuse. À 18 h 30, Radio Monte-Carlo diffusa une déclaration du maire de Saint-Chamond : « Je ne demande rien, je ne suis candidat à rien ». Finalement, le groupe parlementaire des Républicains indépendants se rallia à Georges Pompidou dès le 30 avril, conduisant Valéry Giscard d'Estaing à s'y rallier bon gré mal gré,,.

### Validité de la candidature d'Alain Krivine
C'est le trésorier de la Jeunesse communiste révolutionnaire Michel Rotman qui suggéra l'idée d'une candidature du mouvement. Malgré la dissolution de l'association par le gouvernement, elle existait toujours dans la clandestinité. Le 6 mai 1969, elle désigna Alain Krivine comme candidat.
Le principal intéressé ne fut pas informé tout de suite, mais un autre problème d'ordre juridique se posa. Arrêté pendant Mai 68, il avait été envoyé à Verdun pour effectuer son service militaire. Les juristes ne surent pas quoi répondre face à cette situation inédite. La loi organique exigeait pourtant que tout candidat à la présidence ait satisfait toutes ses obligations, dont le service militaire. Finalement, Alain Krivine fut dispensé de défilés et de gardes, tandis que le ministre des Armées, Pierre Messmer, prit un décret pour lui permettre de se présenter. Il parvint même à obtenir 230 « parrainages ». Louis Ducatel déposa un recours auprès du Conseil constitutionnel, mais celui-ci fut rejeté.

### Campagne des principaux candidats

#### Georges Pompidou

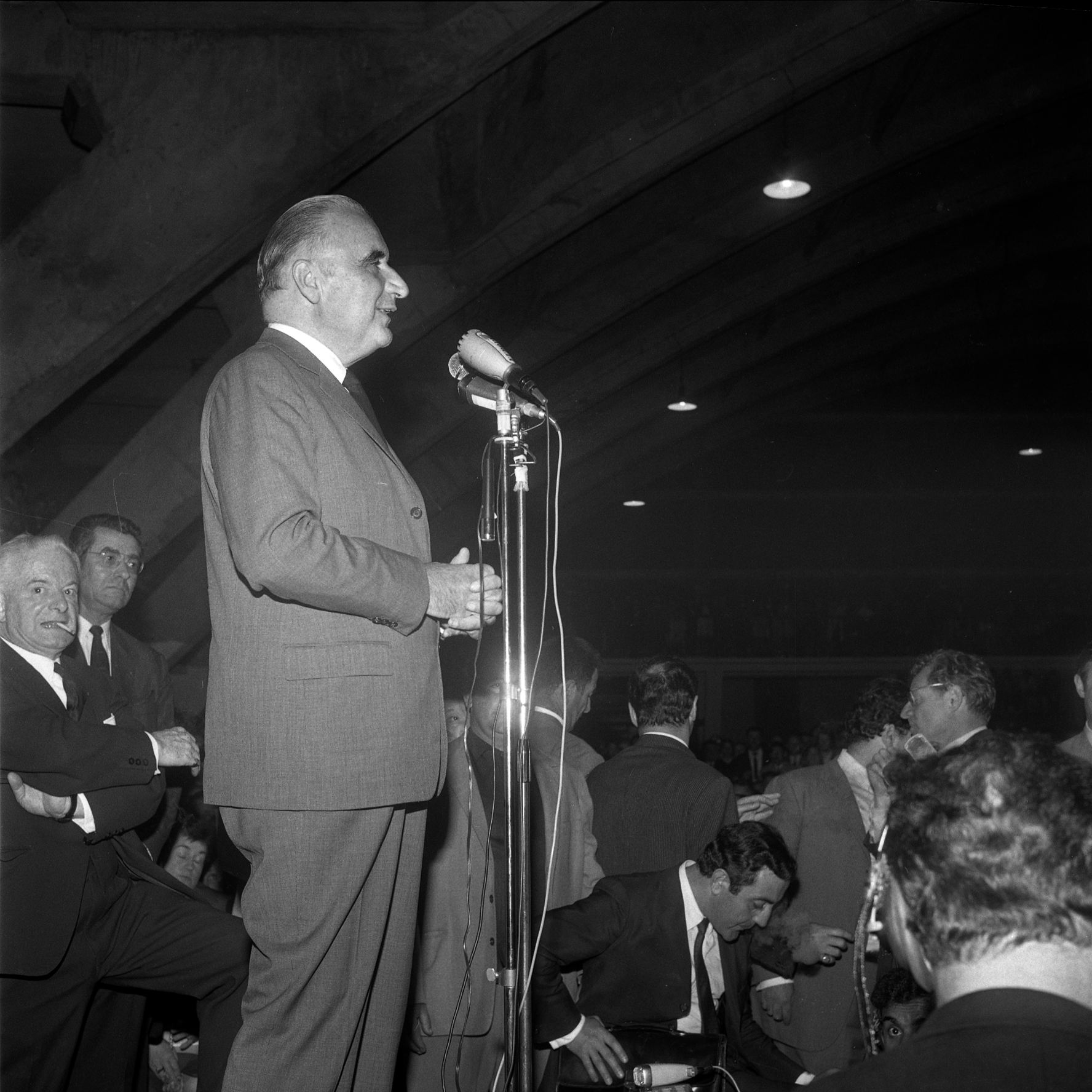
Georges Pompidou en meeting à Toulouse, le 27 mai 1969.

L'ancien premier ministre avait choisi volontairement de se tenir en retrait après son départ de l'hôtel de Matignon en juillet 1968. Depuis, ce que certains historiens appellent le « coup de Rome », en janvier 1969, il avait fait part de son intention d'être un jour candidat à une élection présidentielle,,,. Une dépêche de l'AFP, tombée à 20 h 52, rapporta sa réponse à une question des journalistes à ce propos : 
«  Ce n'est, je crois, une surprise pour personne que je serai candidat à la présidence de la République quand il y en aura une [élection], mais je ne suis pas pressé,.  »
 Le général de Gaulle n'avait guère apprécié son intervention, dont il ne pensait pas qu'elle ferait l'objet d'une dépêche, et demanda au ministère de l'Information d'interdire l'ancien Premier ministre d'antenne. Néanmoins, Pompidou récidiva en février à Genève,, déclarant à la presse en Suisse : 
«  Je ne crois pas avoir ce qu'on appelle un avenir politique. J'aurai peut-être, si Dieu le veut, un destin national, c'est autre chose,.  »
 Il faut dire que l'ancien Premier ministre n'avait pas du tout apprécié l'attitude du gouvernement par rapport aux insinuations portées contre lui lorsque l'affaire Marković fut révélée. La réponse du général de Gaulle à sa lettre adressée avant son voyage à Rome a probablement influencé ses déclarations. Il avait également réussi à placer ses hommes dans l'appareil de l'UDR lors des assises du parti à Lille en 1967.
Un sondage IFOP publié pendant la campagne référendaire indiqua que 53 % des Français interrogés le jugeaient comme le meilleur successeur du général de Gaulle, contre 8 % à François Mitterrand et Maurice Couve de Murville.

Pour empêcher toute contestation au sein du mouvement gaulliste, il déclara sa candidature dès le 28 avril,. Il avait auparavant pris soin d'envoyer un télégramme de sympathie au général de Gaulle, lui annonçant qu'il se porterait candidat à sa succession. L'ensemble des organes du parti lui apportèrent immédiatement leur soutien. Le 29 avril, il déclara : 
«  Dans l'incertitude que connaît actuellement le pays, j'ai résolu de me présenter aux suffrages des Français. En le faisant, j'ai le sentiment d'obéir à mon devoir, la volonté de maintenir une continuité et une stabilité nécessaires, l'espoir de préparer l'avenir,.  »
 Sa candidature fut officiellement annoncée par une dépêche de l'AFP le jour-même à 9 h 30,. Son équipe de campagne fut constituée autour de Jacques Chirac, le trésorier, d'Édouard Balladur qui gérait son programme, de Pierre Juillet pour l'organisation de la campagne et de Marie-France Garaud pour les relations avec les parlementaires.
Sa première mission consista à convaincre les centristes proches de Valéry Giscard d'Estaing de soutenir sa candidature, mais également d'empêcher l'UDR d'exercer des représailles à l'encontre des Républicains indépendants, qui avaient majoritairement soutenu le « non » lors du référendum sur la réforme du Sénat et la régionalisation. D'ailleurs, il expliqua aux barons du gaullisme que le parti ne disposerait plus de la même marge de manœuvre après le départ du général de Gaulle en cas de victoire. Le 22 mai, à la suite d'un débat à la radio, le centriste Jacques Duhamel annonça se rallier à sa candidature, à l'instar de René Pleven et de Joseph Fontanet,,,. Il fit ainsi preuve d'une ouverture, incluant tous ceux qui ne choisiraient pas un candidat soutenu par le PCF, contrairement au général de Gaulle qui n'avait pas cru bon de le faire avec le MRP en 1959. Il parvint ainsi à museler les gaullistes proches du général, qui avaient émis de fortes critiques à la suite de son attitude depuis les événements de Mai 68. Seuls certains gaullistes de gauche tentèrent de contrer la candidature de Pompidou, mais renoncèrent définitivement le 12 mai. Le 19 mai, l'ancien garde des sceaux René Capitant se rallia malgré lui à sa candidature.

Son slogan de campagne « le changement dans la continuité » permit de jouer sur ses qualités et de mettre en avant ses divergences avec Alain Poher,. Par ailleurs, 90 % des sympathisants de l'UDR indiquèrent vouloir voter pour lui, tout comme 60 % des sympathisants des Républicains indépendants et environ un tiers de l'électorat centriste. Il annonça vouloir une réforme de l'ORTF, un élargissement de la Communauté économique européenne et mettre fin au blocage de l'adhésion du Royaume-Uni,. Il s'engagea également à maintenir les prérogatives du Sénat, ce qui jouait en défaveur d'Alain Poher en l'empêchant de défendre un tel argument. Il défendit également les prérogatives du président de la République, même s'il concéda qu'il fallait en modifier les usages, lors d'un débat radiodiffusé le 15 mai : 
«  Je ne suis pas le général de Gaulle. Je serai forcément plus persuasif, plus conciliant.  »
 Le gaulliste de gauche Léo Hamon analysa ainsi sa formule : 
«  L'heure est venue de passer du gaullisme épique, sinon mystique, à un gaullisme politique qui peut, lui, être durable s'il est équilibré.  »
 Il parcourt 13 500 km durant la campagne à travers le pays,. Il privilégia les petites villes et les villes moyennes, s'appuyant sur les comités de soutien locaux,. Il tint 45 meetings durant la campagne. Il bénéficia également de la peur d'un éventuel « péril rouge » et de la « menace communiste ».  Le 9 juin, lors d'un entretien sur Europe 1, le sujet du « coup de Rome » revient dans le débat. Au journaliste qui lui demande « On vous reproche, par votre déclaration de Rome, d'avoir été le premier artisan du départ du général de Gaulle », il répondit qu'il éprouvait « un remords ». Il ajouta ensuite : 
«  A Rome, il s'est trouvé que des choses assez banales, que j'avais déjà dites à plusieurs reprises, se sont trouvées transformées en cinq colonnes à la une. Ceci est apparu comme une déclaration de candidature et comme plus ou moins un appel au départ du Général. Je le regrette profondémenent. Il n'était nullement question de hâter le départ du président de la République. Si dans toute la campagne référendaire, j'ai été au premier rang des combattants pour le oui, c'était précisément pour effacer cette impression qui me laisse un arrière-goût d'amertume.  »

#### Alain Poher
Le président du Sénat était surtout considéré comme le vainqueur du « non » au référendum sur la réforme du Sénat et la régionalisation. Jean Lecanuet avait pourtant souhaité sa candidature dès le 24 avril. Pourtant, le Centre démocrate annonça dès le 30 avril qu'il ne présentera pas de candidat. Son installation au palais de l'Élysée fit de lui un présidentiable en quelques jours. Dans un premier temps, il refusa d'envisager l'hypothèse d'une candidature, y compris lorsque Valéry Giscard d'Estaing envoya un émissaire le sonder après le refus d'Antoine Pinay,,. Jusqu'au 6 mai, il se montra hésitant sur la possibilité de se lancer. Le jour même, il reçut Antoine Pinay et le général Marie-Pierre Kœnig qu'il sonda pour une éventuelle candidature,. Pendant cette période, le Parti radical poussa en faveur de sa candidature. Le 7 mai, il déclara : 
«  Je ne suis pas du tout candidat, je ne souhaite pas l'être, mais j'y serais peut-être obligé,.  »
 Tous les partis d'opposition firent l'analyse qu'il serait le seul à pouvoir battre Georges Pompidou. Des personnalités telles que Jean Lecanuet, Guy Mollet ou Félix Gaillard finiront par lui apportent leur soutien, tandis que Jacques Duhamel tenta le 9 mai de le dissuader. À la mi-mai, un sondage de la Sofres le crédita de 39 % d'intentions de vote au premier tour, contre 37 % pour celui de l'IFOP,. En cas de second tour, il l'emporterait avec 56 % des suffrages,. Il déclare sa candidature le 12 mai, à la veille de la clôture du dépôt des candidatures,. Son attaché de presse, Pierre Bordry, fit connaître sa candidature en ces termes : « M. Alain Poher accepte d'être candidat à l'élection présidentielle. Il place sa candidature sous le signe de l'union et de la réconciliation. Rien ne sera changé en ce qui concerne l'intérim de la présidence de la République,. » Le lendemain, il s'adressa aux sénateurs centristes et socialistes, expliquant sa candidature : « Dès les premiers jours, un grand nombre d'entre vous et de nombreux citoyens de ce pays m'ont demandé d'être candidat. Désireux avant tout d'assurer au mieux l'intérim, voulant éviter moi-même d'être candidat, j'ai prié diverses personnalités d'envisager de poser leur candidature. Ces personnalités s'étant finalement récusées, après avoir mis en place le dispositif d'intérim, j'ai finalement décidé de présenter ma candidature. J'insiste sur la nécessité d'union des républicains et la réconciliation des Français. »
Il quitta très peu Paris pendant la campagne du premier tour, se concentrant principalement sur ses interventions à la radio et la télévision. Il ne fut pas aidé par l'intervention de François Mitterrand sur Europe 1 le 13 mai qui posa la question de la dissolution de l'Assemblée nationale. En effet, Poher déclara qu'il ne dissoudrait pas l'Assemblée nationale élue en 1968, malgré une minorité de députés centristes élus. Pierre Mauroy écrira même : « Pour beaucoup de Français, Poher offrait un moyen de battre la droite, mais chaque fois qu’il apparaissait, il perdait des voix ! » Le 21 mai, il reçoit le soutien du Centre républicain et du CNIP.
Au soir du premier tour, malgré l'appel de Georges Pompidou à travailler ensemble et les pressions d'une partie des centristes dont Pierre Sudreau qu'il envisageait de nommer Premier ministre en cas de victoire, Alain Poher refusa de renoncer à maintenir sa candidature pour le second tour,. Il déclara : « Je suis Breton. Un Breton ne renonce pas. La véritable campagne présidentielle commence aujourd'hui ». Même une partie de la presse défendit une telle initiative car Poher ne pourrait l'emporter qu'avec l'apport des électeurs communistes,. Dans un sondage de la Sofres, seuls 54 % des électeurs considéraient qu'il avait eu raison de maintenir sa candidature. En cas de retrait d’Alain Poher, Jacques Duclos se serait retrouvé au second tour en vertu de l’article 7 de la Constitution.
De plus, seul Gaston Defferre appela à voter en sa faveur, ce qui rendait sa victoire quasiment impossible. Illustration de la coalition disparate qui le soutenait pour le second tour, il reçut notamment le soutien de Jean-Louis Tixier-Vignancour et d'Antoine Pinay,. Le Parti communiste français refusa quant à lui d'appeler à voter en sa faveur en raison de son attachement à l'OTAN et sa défense de la constitution d'une Europe fédérale,. Malgré les 5 000 km parcourus pendant la campagne du second tour, il ne parvient pas à faire son retard. Plus tard, Alain Poher déclara la chose suivante à propos des sondages : « J'avoue que les premiers sondages m'ont surpris. Je trouvais ces chiffres énormes, je n'y croyais pas. Je crois vraiment que ma cote a vraiment dû se situer aux alentours de 30 % à un certain moment. Quand j'ai pris la décision de me présenter, j'escomptais obtenir entre 27 et 28 % des voix. »

#### Jacques Duclos

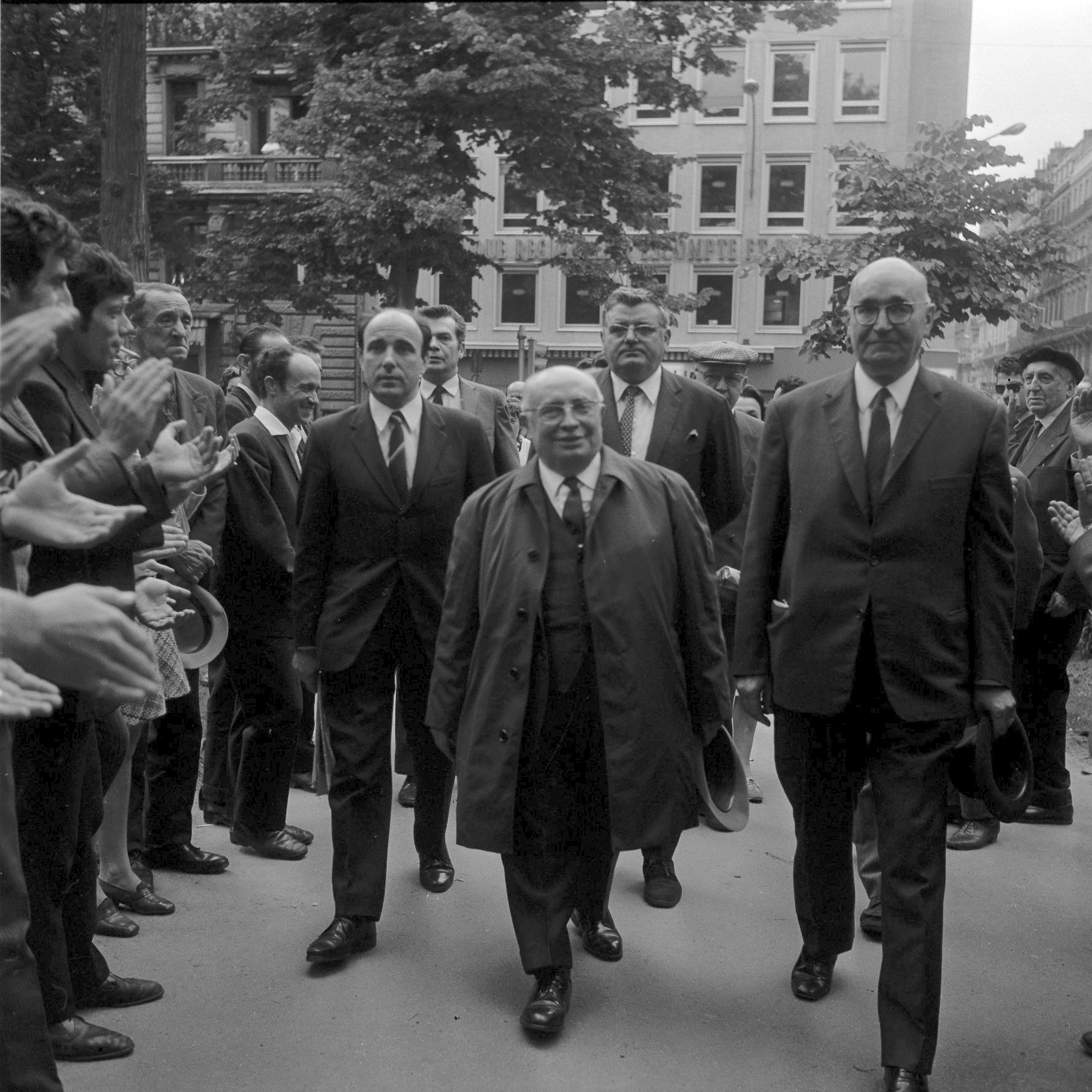
Jacques Duclos en campagne à Toulouse, le 23 mai 1969. Le candidat se rendait auprès d'une statue de Jean Jaurès pour déposer une gerbe.

Jacques Duclos fut désigné le 5 mai après une ultime tentative de négociations avec la SFIO pour une candidature unique de la gauche entre Waldeck Rochet et Georges Marchais pour les communistes et Pierre Mauroy et Ernest Cazelles pour les socialistes. La veille, Jacques Duclos avait déclaré à L'Express les raisons du refus de son parti de soutenir Gaston Defferre : 
«  Nous n'étalerons pas de tapis rouge sous les pas d'un leader de la gauche non communiste. C'est trop simple. On considère toujours nos électeurs comme l'infanterie. Eh bien non, nous n'acceptons plus de capitaines.  »
 L'entretien fut très bref, et signifiait les nombreux désaccords entre les deux partis. Le comité central désigne le sénateur de Seine-Saint-Denis dans l'après-midi. Waldeck Rochet résuma l'esprit de la candidature Duclos à la presse : 
«  A notre grand regret, le Congrès national du parti socialiste a maintenu le refus du Comité directeur de décider l'élaboration d'un programme commun, et en même temps, il a désigné son propre candidat, Gaston Defferre, sans aucune conciliation avec les autres partis de gauche, notamment notre parti. Nous refusons de donner blanc-seing à une candidature unilatérale et antiunitaire.  »
 Le journal L'Humanité, dont le directeur Étienne Fajon était membre du comité central et député de Seine-Saint-Denis, organisa en partie la coordination de la campagne du candidat, lançant des appels unitaires aux électeurs non communistes. Lorsque la presse progressiste (L'Express et Le Nouvel Observateur notamment) lança des appels à une candidature de Pierre Mendès France, l'appareil du parti se mobilisa pour les discréditer.
Jouant de son accent rocailleux de Bigorre, mettant en avant ses origines sociales modestes et faisant oublier son passé stalinien (il faisait notamment partie de la délégation française présente lors du XXe congrès du Parti communiste soviétique en 1956), le candidat communiste mène une campagne dynamique et rassurante. Sa campagne lui attire une partie de l'électorat de la gauche non communiste, peu convaincue par le « ticket » Defferre/Mendès France. De plus, le candidat ne mentionna jamais le nom de son parti, ce qui a pu attirer vers lui des électeurs de la gauche non communiste.
Grâce à son bon score du premier tour, le Parti communiste français se redresse après la déroute de l'année précédente. Il manque de 400 000 voix la qualification pour le second tour. Avec la célèbre formule, « blanc bonnet et bonnet blanc », que Duclos n'aurait jamais prononcé personnellement (aucune archive écrite ou sonore n'existe, hormis les affiches de campagne), le parti incita à l'abstention, comme la majorité des candidats éliminés au premier tour. D'ailleurs, dès le 22 mai, Duclos avait lancé devant les ouvriers de Renault la formule suivante : « Vous ne voterez ni pour Pompidou, ni pour Poher ». Le 2 juin, le comité central du parti préconisa le « refus de prendre part au vote ». Plusieurs caricatures avaient été publiées dans L'Humanité pendant la campagne, expliquant que Pompidou et Poher avaient le même programme électoral.

#### Gaston Defferre
Le maire de Marseille déclara sa candidature dès le 28 avril. Soutenu par Pierre Mendès France, il saisit sa chance et tenta de prendre de court Guy Mollet,. Même François Mitterrand fut surpris de son initiative. De plus, Guy Mollet avait perdu le soutien d'une partie de la puissante fédération socialiste du Nord, après qu'il eut annoncé céder sa place à Pierre Mauroy dans le cadre de la rénovation du parti. Le lendemain, un comité directeur de la SFIO valida à l'unanimité sa candidature. Il obtient le même jour le soutien des radicaux avec le maire de Cahors, Maurice Faure, ainsi que le président du parti, Félix Gaillard. Le même jour, Alain Savary déclara sa candidature au nom de l'Union des groupes et clubs socialistes, jugeant une candidature Defferre comme trop droitière. Le collectif d'organisation chargé d'organiser la fusion entre le club et la SFIO enregistra les deux candidatures, qui devaient être débattues lors du congrès d'Alfortville. François Mitterrand et une partie de l'Union des groupes et clubs socialistes mené par Jean Poperen refusèrent de s'y associer.

Le congrès se déroule de manière chaotique. Deux motions, portées par Roger Quilliot, le maire de Clermont-Ferrand, et Claude Fuzier, le bras droit de Guy Mollet, s'opposèrent sur la forme comme sur le fond. Un premier vote fut organisé, la motion Fuzier l'emportant par 7 mandats d'écart seulement (1 574 contre 1 567). Néanmoins, les partisans de Gaston Defferre organisèrent un forcing, convainquant certaines fédérations qui s'étaient abstenues (notamment celle de l'Aude) de modifier leur vote. Le président de séance Christian Pineau accepta la tenue du second vote, malgré la colère de Guy Mollet. Certains opposants de Gaston Defferre tentèrent une dernière manœuvre pour empêcher la victoire de la motion Quillot, expliquant qu'en raison du faible écart, la fédération de l'Aude devait soutenir la motion Fuzier. L'annonce de ce choix devant l'assistance entraîna le retournement d'une autre fédération, celle de Haute-Garonne, qui se retourna en choisissant la motion Quillot qui l'emporta par 1 815 mandats contre 1 500,. Cependant, malgré sa victoire, Gaston Defferre s'attira les foudres d'une bonne partie de la SFIO. Un dernier scrutin l'investira officiellement avec 2 032 mandats contre 227, avec 792 abstentions et 321 refus de vote, sans compter les « absents ». Jacques Duclos fit d'ailleurs remarquer pendant la campagne que : 
«  La candidature de Gaston Defferre a été lancée pour préparer celle de Poher. Cela me rappelle le tour de France cycliste. Defferre y joue le rôle d'un porteur d'eau pour donner le maillot jaune à Poher.  »

Son compère Charles-Émile Loo est chargé de l'organisation de la campagne, accompagné de Roger Quilliot, Michel Charasse et Éric Hintermann. Au début de la campagne, un sondage le crédite de 17 % d'intentions de vote (l'institut n'est pas précisé). Néanmoins, son capital s'effondre progressivement face à la présence de deux candidatures parallèles : celles de Jacques Duclos et Michel Rocard. Le 15 mai, il annonce qu'il nommera Pierre Mendès France comme Premier ministre en cas de victoire. L'idée, venue une fois encore de Jean-Jacques Servan-Schreiber, est de présenter aux Français un binôme ou « ticket présidentiel », formé d'un président de la République arbitre et garant et d'un Premier ministre figure centrale de l’exécutif, comme le prévoit la lettre de la Constitution. Mais cette nouveauté ne suffit pas à promouvoir leurs candidatures. Elle apparait même contre-productive, puisque la stature de Pierre Mendès France est alors plus importante que celle de Gaston Defferre. Plusieurs études de l'IFOP indiquent rapidement que près de 40 % des électeurs de la défunte Fédération de la gauche démocrate et socialiste comptent apporter leur soutien à Alain Poher dès le premier tour. De même, le premier sondage de la Sofres indique que le président centriste du Sénat est en tête chez les électeurs de la gauche non communiste. Si Pierre Mendès France reste populaire auprès d'une partie de la gauche, il est critiqué pour sa présence au stade Charléty le 27 mai 1968. De plus, son refus obstiné d'accepter la pratique gaullienne des institutions de la Cinquième République joue contre l'idée de cette association. Dans le journal Le Monde du 18 mai, André Laurens fait l'analyse suivante de la campagne : 
«  S'il existait aujourd'hui un parti Defferre-Mendès France, l'entreprise des deux associés serait crédible, mais tel n'est pas le cas, et l'on est enclin à penser que le maire de Marseille et l'ancien président du Conseil mettent la charrue avant les bœufs. Ils seront sûrement vis-à-vis de l'autre des copilotes loyaux et parfaitement coopératifs, mais leur commune difficulté c'est de n'avoir pas de véhicule.  »

Gaston Defferre et Pierre Mendès France réalisent de piètre prestations à la télévision, désormais jugée indispensable pour obtenir un bon résultat,. Malgré une forte présence dans les médias, la campagne ne décolle pas et Pierre Mendès France se démobilise en fin de campagne. Des affiches du candidat sont même posées avec la tête en bas,. Son communiqué à la suite de sa défaite laisse pantois ses proches et une partie de la presse : 
«  La politique, c'est comme une course en mer, un jour on gagne, un jour on perd. Aujourd'hui, je perds.  »

### Campagne télévisée
La campagne télévisée démarra très vite.  Dès le 30 avril, Georges Pompidou convoqua la presse à l'Assemblée nationale. Pas de réponse à des questions, mais une très courte déclaration (1 min 30) qui lui permit de fixer le cadre de sa campagne. Le candidat gaulliste avait compris, plus que les autres candidats, l'importance de la télévision. Il s'en servit pour discréditer Alain Poher, le faisant passer pour un homme dépassé, nostalgique de la Quatrième République. Le journal télévisé, dirigé et coordonné par le ministère de l'Information, diffusait les séquences les plus incisives, permettant à Pompidou de remonter dans les sondages. Dans ses interventions télévisées, Georges Pompidou jouait de son image d'homme compétent, cultivé et énergique. Il se montrait proche des préoccupations des électeurs,. Le fait qu'il vienne de la province le rendait également plus sympathique. Pour le second tour, le ton changea radicalement. Assuré d'être élu grâce aux divers appels à l'abstention, son discours fut beaucoup plus calme et détendu. Le 6 juin, il déclara : « Je voudrais être un Président le plus près possible des hommes et le plus semblable, si je puis dire, à tous les Français ». Le message est pesé, rassurant, mais il souhaitait marquer le coup. Sa venue à Cajarc, la commune du Lot dont il était conseiller municipal, trois jours plus tard, marqua les esprits. Interrogé par un journaliste, il déclara chercher « le repos et la tranquillité ». Plus loin, il ajouta : « Mais si, au second tour, vous ne me faites pas une large majorité, vous ne me voyez plus... ». Le message passa parfaitement, et contribua à son élection. Rapidement, tous les candidats constituèrent des équipes pour s'entraîner à passer devant la caméra et préparer les entretiens télévisés. Gaston Defferre, Michel Rocard et Jacques Duclos feront constituer par leurs équipes des petits studios pour travailler. Le Parti communiste français se procure même un magnétoscope pour visionner les interventions de son candidat et améliorer ses performances télévisées.
Pour Alain Poher, la campagne ne fut pas simple. Il était assez peu connu par rapport à ses principaux concurrents. De plus, s'il s'était lancé dans la campagne, c'est parce que l'opposition, les centristes et la presse voyaient en lui le seul capable de battre Georges Pompidou. Un sondage aurait même prédit une victoire de Pompidou dès le premier tour. Sa déclaration de candidature fut terne, et n'étant qu'un communiqué lu par son porte-parole. Pourtant, la presse y vit là le vrai lancement de la campagne. Il fit profil bas dans la campagne télévisée, déclarant même : « En matière électorale, la pauvreté, c'est la liberté ». De plus, il ne disposait pas de moyens financiers aussi conséquents que Pompidou. Pire, il refusa de réserver des emplacements publicitaires, ainsi qu'un journal de campagne. Quant aux cartes postales, elles furent imprimées en noir et blanc. Le président du Sénat n'écoutait pas les conseils qu'on lui donnait pour passer à la télévision. Il choisira notamment de garder ses lunettes, mais celles-ci lui donnaient un drôle d'air à cause de leur épaisseur. Malgré tout, les sondages indiquèrent que le candidat avait donné une bonne impression dans ses apparitions télévisées. De plus, ses collaborateurs n'étaient pas d'accord sur la nature de ses prestations,. Devait-il improviser ou lire ses notes ?. Si les spécialistes jugent ses prestations piteuses, il maintient un écart inférieur à 10 points dans les sondages,. Au fil de ses interventions, les électeurs se firent une idée plus précise du candidat. S'il semblait être le candidat idéal pour incarner un président arbitre, il n'avait pas assez d'énergie. Pour le second tour, il changea radicalement d'attitude. Des affiches furent imprimées en quantité bien plus importante, et il accepta de participer à quelques meetings.
Un sondage IFOP réalisé entre le 7 et le 10 juin indiqua que les électeurs se sont surtout déterminés en fonction de la personnalité des candidats. 53 % des personnes interrogées ont voté en faveur de Georges Pompidou car sa personnalité « leur inspire confiance », tandis que 30 % ont voté pour Alain Poher. 32 % ont également voté en faveur de Poher pour s'opposer à la candidature de Pompidou. Chaque candidat avait bénéficié d'environ 1 heure 40 d'antenne sur la première chaîne.

### Campagne radiodiffusée
Parmi les radios qui participent à l'animation de la campagne électorale, France Inter, RTL, RMC et Europe 1 sont celles qui font preuve du plus d'imagination. RTL diffuse des portraits des candidats avant l'émission phare Le Grand Jury, tandis qu'Europe 1 et RMC organisent des confrontations directes entre candidats et auditeurs. Alain Poher fut d'ailleurs le seul à refuser par deux fois de se prêter à cet exercice sur Europe 1. Chaque candidat bénéficia d'environ 1 heure 40 d'antenne sur France Inter,. Pour le second tour, Georges Pompidou et Alain Poher bénéficièrent de deux heures d'antenne.
Globalement, la campagne radiotélévisée est suivie par environ 70 % des Français.

## Sondages
Les enquêtes répertoriées dans la présente section ont été réalisées par les instituts Ifop et Sofres.

### Sondages concernant le premier tour
| Le graphique qui aurait dû être présenté ici ne peut pas être affiché car il utilise l'ancienne extension Graph, désactivée pour des questions de sécurité. Des indications pour créer un nouveau graphique avec la nouvelle extension Chart sont disponibles ici . |
| Évolution des intentions de vote |

| Sondeur | Date        | Alain Krivine | Jacques Duclos | Michel Rocard | Gaston Defferre | Louis Ducatel | Alain Poher | Georges Pompidou |
| ------- | ----------- | ------------- | -------------- | ------------- | --------------- | ------------- | ----------- | ---------------- |
| Sondeur | Date        |               |                |               |                 |               |             |                  |
| Ifop    | 29 mai      | 1 %           | 18 %           | 5 %           | 9 %             | 1 %           | 25 %        | 41 %             |
| Ifop    | 27 mai      | 1 %           | 17 %           | 3 %           | 7 %             | 1 %           | 31 %        | 40 %             |
| Sofres  | 26–27 mai   | 1 %           | 17 %           | 3 %           | 7 %             | 1 %           | 31 %        | 40 %             |
| Ifop    | 22 mai      | 2 %           | 14 %           | 4 %           | 8 %             | 1 %           | 30 %        | 41 %             |
| Sofres  | 22 mai      | 1 %           | 15 %           | 3 %           | 9 %             | 1 %           | 32 %        | 39 %             |
| Sofres  | 16–17 mai   | –             | 12 %           | 1 %           | 6 %             | –             | 39 %        | 42 %             |
| Ifop    | 14–15 mai   | 1 %           | 12 %           | 2 %           | 7 %             | –             | 37 %        | 41 %             |
| Sofres  | 13–14 mai   | –             | 12 %           | 1 %           | 8 %             | –             | 37 %        | 41%              |
| Ifop    | 6 au 12 mai | –             | 10 %           | 3 %           | 10 %            | –             | 34 %        | 43 %             |
| Sofres  | 5–6 mai     | –             | 10 %           | 2 %           | 11 %            | –             | 35 %        | 42 %             |

### Sondages concernant le second tour
| Le graphique qui aurait dû être présenté ici ne peut pas être affiché car il utilise l'ancienne extension Graph, désactivée pour des questions de sécurité. Des indications pour créer un nouveau graphique avec la nouvelle extension Chart sont disponibles ici . |
| Évolution des intentions de vote |

| Sondeur | Date      | Alain Poher | Georges Pompidou |
| ------- | --------- | ----------- | ---------------- |
| Sondeur | Date      |             |                  |
| Ifop    | 12 juin   | 42 %        | 58 %             |
| Sofres  | 11 juin   | 43 %        | 57 %             |
| Ifop    | 7–10 juin | 43 %        | 57 %             |
| Ifop    | 5 juin    | 45 %        | 55 %             |
| Sofres  | 4 juin    | 42 %        | 58 %             |
| Ifop    | 22 mai    | 55 %        | 45 %             |

## Résultats

### Globaux
| Candidats                | Candidats                | Partis                   | Premier tour | Premier tour | Second tour | Second tour |
| Candidats                | Candidats                | Partis                   | Voix         | %            | Voix        | %           |
| ------------------------ | ------------------------ | ------------------------ | ------------ | ------------ | ----------- | ----------- |
|                          | Georges Pompidou         | UDR                      | 10 051 783   | 44,47        | 11 064 371  | 58,21       |
|                          | Alain Poher              | CD                       | 5 268 613    | 23,31        | 7 943 118   | 41,79       |
|                          | Jacques Duclos           | PCF                      | 4 808 285    | 21,27        |             |             |
|                          | Gaston Defferre          | SFIO                     | 1 133 222    | 5,01         |             |             |
|                          | Michel Rocard            | PSU                      | 816 470      | 3,61         |             |             |
|                          | Louis Ducatel            | DVG                      | 286 447      | 1,27         |             |             |
|                          | Alain Krivine            | LC                       | 239 104      | 1,06         |             |             |
|                          |                          |                          |              |              |             |             |
| Votes valides            | Votes valides            | Votes valides            | 22 603 924   | 98,71        | 19 007 489  | 93,58       |
| Votes blancs et nuls     | Votes blancs et nuls     | Votes blancs et nuls     | 295 036      | 1,29         | 1 303 798   | 6,42        |
| Total                    | Total                    | Total                    | 22 898 960   | 100          | 20 311 287  | 100         |
| Abstention               | Abstention               | Abstention               | 6 614 401    | 22,41        | 9 189 047   | 31,15       |
| Inscrits / participation | Inscrits / participation | Inscrits / participation | 29 513 361   | 77,59        | 29 500 334  | 68,85       |

### Analyse
Par rapport aux sondages, seuls deux candidats parviennent à dépasser le seuil au soir du premier tour : Georges Pompidou et Jacques Duclos. La chute la plus vertigineuse est pour Alain Poher, qui ne recueille que 23,31 % des suffrages, alors qu'un sondage le créditait de 39 % d'intentions de vote. Georges Pompidou arrive en tête dans tous les départements, sauf en Seine-Saint-Denis où il est devancé par Jacques Duclos,. Il a manqué environ 240 000 voix à Jacques Duclos pour atteindre le résultat réalisé par le Parti communiste français lors des élections législatives de 1967. Par rapport à ce même scrutin, il perd des voix dans 49 départements et en gagne dans 46 d'entre eux. Georges Pompidou obtient la majorité absolue des suffrages dans 16 départements. De son côté, Gaston Defferre obtient le plus faible score jamais atteint par la SFIO, talonné par le PSU. De même, la gauche obtient son plus faible score depuis la Libération.
La participation au premier tour est semblable à celle des élections législatives de 1967. L'électorat pouvait être divisé en trois catégories :
- un électorat proche de l'extrême gauche ou de la gauche radicale (Alain Krivine, Michel Rocard, Louis Ducatel, Jacques Duclos) ;
- un électorat de type Troisième force (Alain Poher, Gaston Defferre) ;
- l'électorat gaulliste.

Lors du second tour, Georges Pompidou l'emporte avec 58,21 % des suffrages, soit plus que ce que prévoyaient les sondages. Il fut néanmoins élu par une minorité d'électeurs (à peine 37 % des inscrits), avec une abstention supérieure à 30 %,. En raison de l'importance de l'abstention, il fut surnommé « Monsieur Thiers » (également une référence à Adolphe Thiers) par le PCF. François Goguel estime que les trois quarts des électeurs de Jacques Duclos ne se sont pas déplacés pour voter ou ont voté blanc. Ainsi, les électeurs choisissent de conforter l'idée d'« ouverture dans la continuité » défendue par Georges Pompidou. La victoire de Pompidou met fin à la « guerre des Républiques », selon l'expression de Jean-François Sirinelli. La Libre Belgique eut cette analyse : 
«  Après le temps de la grandeur, les Français sont heureux d'en venir au temps de la rondeur.  »

#### Analyse géographique

##### Premier tour
Dans le Sud-Ouest, la majeure partie des électeurs de SFIO votèrent dès le premier tour pour Alain Poher (la fédération socialiste de l'Aude refusait la fusion avec les clubs de gauche),. Dans le Nord-Pas-de-Calais, les électeurs socialistes votèrent principalement pour Jacques Duclos (les deux fédérations étaient les plus favorables à un rapprochement avec le PCF). Le candidat communiste obtient ses meilleurs résultats dans le Nord-Pas-de-Calais et dans le Bassin parisien (seulement dans la Ceinture rouge), ainsi que dans les départements ruraux. Par rapport aux élections législatives de 1968, il gagne des voix dans le Sud-Ouest (hormis les Pyrénées-Orientales où il perd des voix), dans le Massif central, le Jura, les Vosges, les Ardennes, l'Orne et l'Eure-et-Loir. Dans 33 départements, les gains en voix par rapport aux élections législatives de 1967 sont supérieurs à 1 %, et dans 10 autres supérieurs à 3 %, principalement en France méridionale et sur l'axe La Rochelle-Genève. Il obtient ses moins bons résultats dans les départements où le catholicisme est le plus implanté. Il n'obtient un score identique à celui des élections législatives de 1968 que dans trois départements d'Île-de-France, l'Essonne, le Val-d'Oise et à Paris. Les bastions gaullistes ont plutôt bien résisté électoralement, même si une baisse fut observée dans l'Est, notamment en Alsace, ainsi que dans le Bassin parisien, le Nord-Pas-de-Calais, la Picardie, la Gironde, les Charentes et les Côtes-du-Nord, où la gauche s'était bien implantée depuis les élections législatives de 1967,. Pour Frédéric Bon et Jean-Paul Cheylan, la répartition des votes en faveur de Georges Pompidou est semblable à celle de Valéry Giscard d'Estaing lors du premier tour de l'élection présidentielle de 1981. Ils considèrent également que la géographie électorale du gaullisme s'est arrêtée au premier tour. Michel Rocard obtient ses meilleurs résultats en Loire-Atlantique et dans l'Essonne avec un peu plus de 4 % des voix. Il n'a pas bénéficié de l'implantation locale de son parti, notamment en Bretagne. Le candidat du PSU a néanmoins obtenu ses meilleurs résultats là où la base militante du parti était la plus importante. Gaston Defferre obtient quant à lui son meilleur résultat dans son département des Bouches-du-Rhône avec 8 % des voix, dépassant les 5 % dans seulement 15 départements. Pire, il n'obtient que 12 % des voix à Marseille. Il obtient ses meilleurs résultats dans les bastions socialistes et radicaux, principalement dans le Midi. Alain Poher réalise ses meilleurs scores dans les terres catholiques et les bastions du Parti radical, tandis que sa principale zone de faiblesse était le Massif central,.
L'abstention fut plus importante dans le Sud-Est, notamment en Corse. Alain Lancelot et Marie-Thérèse Lancelot analysent la forte participation dans le Sud-Ouest et dans le Massif central comme la résultante de l'implantation du gaullisme dans ces régions.

##### Second tour
Alain Poher ne fut majoritaire que dans huit départements. Sa progression fut la plus importante dans les zones géographiques où la gauche était la mieux implantée. Par rapport au référendum sur la réforme du Sénat et la régionalisation, Georges Pompidou a gagné des voix dans le Massif central, tandis qu'il en a perdu dans le Nord-Pas-de-Calais et dans l'Est, par ailleurs plus favorable à la démocratie chrétienne. C'est dans son département du Cantal, où le « oui » l'avait emporté que la progression fut la plus nette avec 17,2 points. Dans 65 départements, il a gagné des voix par rapport au référendum, tandis qu'il en a perdu dans 28 départements. Seuls le Loiret et la Mayenne ont voté en sa faveur dans des proportions quasi identiques que lors du référendum. Dans les départements au sud d'une ligne La Rochelle-Genève, seules les Bouches-du-Rhône ont vu l'électorat de Pompidou être moins nombreux que par rapport aux électeurs du 27 avril. Son électorat était plus urbain que celui du général de Gaulle en 1965.
La participation a reculé principalement dans les bastions communistes et dans les Bouches-du-Rhône. Dans tous les départements où l'extrême gauche a réuni plus d'un cinquième des électeurs inscrits, l'abstention a augmenté de 10 %. Elle fut proche de 50 % en Seine-Saint-Denis et de 35 % à Paris. Les votes blancs sont beaucoup plus localisés qu'au premier tour, notamment dans les bastions communistes. Pour la première fois depuis un siècle, la France méridionale a davantage voté que le Nord.

#### Analyse sociologique

##### Premier tour
Malgré son score important, Georges Pompidou ne parvient pas à récupérer tous les électeurs ayant voté « oui » lors du référendum sur la réforme du Sénat et la régionalisation. Néanmoins, il a obtenu le soutien de 63 % des électeurs de la Fédération nationale des républicains indépendants et 31 % des électeurs ayant élu des députés membres du groupe parlementaire Progrès et démocratie moderne. De son côté, Jacques Duclos bénéficie d'un réflexe de vote utile de la part d'une majorité de l'électorat de gauche, notamment de la gauche non communiste,. Son électorat correspondait, à une exception près, aux caractéristiques de l'électorat communiste. La bonne surprise vint des plus de 50 ans, qui furent plus nombreux qu'à l'accoutumée, le plaçant à égalité avec Alain Poher,. Il est à noter que Michel Rocard a obtenu près de 7 % des voix auprès des 21-34 ans. Parmi les professions et catégories socioprofessionnelles, Georges Pompidou a obtenu de très bons résultats, notamment auprès des cadres supérieurs et des professions libérales, approchant les 60 %. Il n'obtient en revanche que 33 % auprès des ouvriers, talonné par Jacques Duclos. Hormis chez les agriculteurs et les petits commerçants/artisans où il fut talonné par Alain Poher, Georges Pompidou fut largement en tête dans les autres catégories.
Globalement, 37 % des hommes ont voté en faveur d'un candidat de gauche, contre seulement 25 % des femmes. De même, seulement 15 % des femmes ont voté de Jacques Duclos, contre 26 % des hommes,,.
| Catégorie                                       | Krivine | Duclos | Rocard | Defferre | Ducatel | Poher | Pompidou |
| ----------------------------------------------- | ------- | ------ | ------ | -------- | ------- | ----- | -------- |
| Catégorie                                       |         |        |        |          |         |       |          |
| Ensemble                                        | 1       | 21     | 4      | 5        | 1       | 23    | 44       |
| Sexe                                            |         |        |        |          |         |       |          |
| Hommes                                          | 1       | 26     | 3      | 7        | 1       | 22    | 40       |
| Femmes                                          | 0       | 15     | 4      | 6        | 1       | 26    | 48       |
| Âge                                             |         |        |        |          |         |       |          |
| 21-34 ans                                       | 1       | 20     | 7      | 7        | 1       | 24    | 40       |
| 35-49 ans                                       | 0       | 21     | 4      | 7        | 1       | 24    | 43       |
| 50 ans et plus                                  | 0       | 23     | 2      | 6        | 1       | 23    | 45       |
| Professions et catégories socioprofessionnelles |         |        |        |          |         |       |          |
| Agriculteurs                                    | 0       | 10     | 0      | 6        | 0       | 35    | 49       |
| Petits commerçants, artisans                    | 0       | 14     | 0      | 6        | 4       | 33    | 43       |
| Cadres supérieurs, professions libérales        | 3       | 8      | 6      | 6        | 0       | 19    | 58       |
| Cadres moyens, employés                         | 1       | 15     | 8      | 8        | 1       | 27    | 40       |
| Ouvriers                                        | 1       | 33     | 6      | 7        | 1       | 19    | 33       |
| Inactifs, retraités                             | 0       | 23     | 2      | 7        | 1       | 19    | 48       |

##### Second tour
Lors du second tour, environ 60,5 % des électeurs communistes lors des législatives de 1968 et 62 % des électeurs de Jacques Duclos au premier tour se sont abstenus,. Près de 60 % des électeurs se classant à l'extrême gauche se sont abstenus, contre 36 % des électeurs de gauche, 22 % des électeurs centristes et 40 % des électeurs qualifiés de Plaine dans le sondage de la Sofres. Le taux d'abstention, malgré tout extrêmement élevé, ne dépasse pas les 31,31 % des législatives de 1962. La tenue des 24 heures du Mans au même moment que le second tour peut avoir influencé l'abstention.
|                                                 |    |    |
| Ensemble                                        | 42 | 58 |
| Sexe                                            |    |    |
| Hommes                                          | 46 | 54 |
| Femmes                                          | 37 | 63 |
| Âge                                             |    |    |
| 21-34 ans                                       | 46 | 54 |
| 35-49 ans                                       | 42 | 58 |
| 50 ans et plus                                  | 40 | 60 |
| Professions et catégories socioprofessionnelles |    |    |
| Agriculteurs                                    | 45 | 55 |
| Petits commerçants, artisans                    | 35 | 65 |
| Cadres supérieurs, professions libérales        | 26 | 74 |
| Cadres moyens, employés                         | 44 | 56 |
| Ouvriers                                        | 46 | 54 |
| Inactifs, retraités                             | 41 | 59 |

|                                                                     |    |    |
| Ensemble                                                            | 42 | 58 |
| Sexe                                                                |    |    |
| Hommes                                                              | 44 | 56 |
| Femmes                                                              | 40 | 60 |
| Âge                                                                 |    |    |
| 21-34 ans                                                           | 47 | 53 |
| 35-49 ans                                                           | 42 | 58 |
| 50-64 ans                                                           | 42 | 58 |
| 65 ans et plus                                                      | 34 | 66 |
| Professions et catégories socioprofessionnelles                     |    |    |
| Agriculteurs                                                        | 39 | 61 |
| Indépendants, commerçants, cadres supérieurs, professions libérales | 41 | 59 |
| Employés                                                            | 43 | 57 |
| Ouvriers                                                            | 50 | 50 |
| Inactifs                                                            | 34 | 66 |